# دونکل

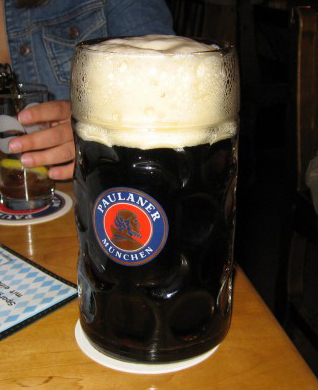
دونکل پائولانر

دونکل (به آلمانی: Dunkel)، یا دونکلس (به آلمانی: Dunkles) (آلمانی: [ˈdʊŋkləs] ())، کلمه‌ای است که برای انواع مختلفی از آبجوهای تیرهٔ آلمانی استفاده می‌شود. Dunkel کلمه‌ای آلمانی به معنای «تیره» است و آبجوهای دونکل معمولاً در رنگ‌های کهربایی تا قهوه‌ای تیرهٔ مایل به قرمز هستند. این آبجوها با طعم ملایم و مالتی خود شناخته می‌شوند. در اصطلاحات غیررسمی، مانند زمان سفارش در یک میخانه، دونکل احتمالاً به هر آبجوی تیره‌ای که میخانه در دسترس دارد یا بیشتر می‌فروشد اشاره دارد؛ در بسیاری از مناطق شمال و غرب آلمان، به ویژه نزدیک دوسلدورف، این اصطلاح ممکن است آلت‌بیر باشد.
در بایرن، دونکل همراه با هلس، یک سبک سنتی است که در مونیخ تولید و در سراسر بایرن محبوب است. با غلظت‌های الکل ۴٫۵٪ تا ۶٫۰٪ حجمی، دونکل‌ها ضعیف‌تر از دوپل‌بوک‌ها، یکی دیگر از آبجوهای تیرهٔ سنتی باواریایی، هستند. دونکل‌ها با استفاده از مالت مونیخی تولید می‌شوند که به دونکل رنگ می‌دهد. سایر مالت‌ها یا طعم‌دهنده‌ها نیز ممکن است اضافه شوند.
بسیاری از دونکل‌ها دارای طعم مالتی خاصی هستند که از تکنیک خاصی به نام خیساندن مالت به دست می‌آید. معمولاً، آبجوهای دونکل لاگرهای تیره هستند، اما این اصطلاح همچنین برای اشاره به آبجوهای تیرهٔ گندمی مانند Franziskaner Hefe-Weisse Dunkel استفاده می‌شود. دونکل وایتسن یکی دیگر از اصطلاحاتی است که برای اشاره به آبجوهای تیرهٔ گندمی استفاده می‌شود که میوه‌ای و شیرین هستند و مالت‌های تیره و برشتهٔ بیشتری نسبت به همتای روشن‌تر خود، یعنی هِفه‌وایتسن دارند.